# Sarah Martins Da Silva
Sara Martins da Silva (Inglaterra, ?) é uma ginecologista e pesquisadora britânica especializada em infertilidade masculina. Sara Martins da Silva é Leitora Clínica em Medicina Reprodutiva na Universidade de Dundee, na Escócia. Ela também trabalha como ginecologista consultora honorária no Ninewells Hospital em Dundee, especializada em problemas de fertilidade e concepção assistida. Ela foi nomeada pela BBC uma das 100 Mulheres mais inspiradoras do mundo em 2019, por sua contribuição à ciência da fertilidade.

## Infância e educação
Sara Martins da Silva nasceu e cresceu perto de Cambridge, na Inglaterra. Seu pai era engenheiro e sua mãe fazia trabalhos de caridade. Desde tenra idade, ela aspirava a se tornar médica e cientista.
Sara frequentou a Perse School for Girls, em Cambridge, de 1978 a 1990. Em 1995, ela recebeu o título de Bacharel em Medicina, Bacharel em Cirurgia (MBChB) pela Faculdade de Medicina da Universidade de Edimburgo. Em 2001, Sara Martins da Silva qualificou-se com um Diploma da Faculdade de Planejamento Familiar (DFFP), do Royal College of Obstetricians and Gynecologists, Faculdade de Saúde Sexual e Reprodutiva. Em 2007, Sara obteve o grau de Doutora em Medicina, pela Faculdade de Medicina da Universidade de Edimburgo, onde fez residência em obstetrícia e ginecologia. A tese de doutorado dela foi intitulada "Regulação de ativinas e neurotrofinas do desenvolvimento folicular humano e maturação de ovócitos bovinos" e investigou a maturação dos óvulos e o desenvolvimento dos ovários. Seu orientador foi Richard Anderson.
Em 2008, ela se qualificou com um Diploma em Ultrassom Obstétrico pelo Royal College of Obstetricians and Gynecologists / Royal College of Radiologists e lá também recebeu seu MRCOG (Member of the Royal College of Obstetricians and Gynaecologists). Em 2021, foi premiada com o FRCOG (Franklin Regional Council of Governments).

## Carreira
De 2000 a 2004, Sara Martins da Silva foi professora clínica no Centro MRC de Saúde Reprodutiva da Escola de Medicina da Universidade de Edimburgo. De 2004 a 2011, trabalhou como registradora especialista na divisão de obstetrícia e ginecologia da Royal Infirmary de Edimburgo no NHS Lothian.
De 2011 a 2013, Sara foi professora clínica do Scottish Clinical Research Excellence Development Scheme (SCREDS) em medicina reprodutiva, na Faculdade de Medicina da Universidade de Dundee. De 2013 a 2019, foi ginecologista consultora e professora sênior honorária no Ninewells Hospital do NHS Tayside em Dundee, na Escócia.
Em 2021, Sara Martins da Silva tornou-se Leitora Clínica em Medicina Reprodutiva e Ginecologista, Consultora Honorária da Faculdade de Medicina da Universidade de Dundee.
Além de suas pesquisas em contagem e função de espermatozoides, Sara Martins da Silva é ginecologista consultora e especialista em fertilidade, inclusive na área de congelamento de óvulos.
Em 2019, participou de um documentário da BBC sobre questões de fertilidade e fertilização in vitro. Ela fez um discurso destacando o problema da diminuição da contagem de espermatozóides no evento da BBC das 100 Mulheres, em Deli, na Índia.

## Pesquisa
Sara Martins da Silva lidera um grupo de investigação sobre infertilidade masculina, biologia do esperma e descoberta de medicamentos. Ela é líder em uma clínica de pesquisa sobre estudos de esperma para casais afetados por infertilidade inexplicável pós-tratamento de fertilização in vitro em todo o Reino Unido. Sara publicou artigos científicos focando predominantemente na fertilidade humana.
O trabalho de Martins da Silva sobre a infertilidade masculina foi motivado pela diminuição inexplicável da fertilidade masculina no final do século XX e início do século XXI. Durante seu trabalho como ginecologista consultora especializada em problemas de fertilidade e concepção assistida, ela percebeu que as opções de tratamento para a fertilidade masculina eram limitadas, exigindo que a parceira fosse submetida a tratamentos invasivos de fertilidade, como fertilização in vitro (FIV) e injeção intracitoplasmática de espermatozóides, que não abordam diretamente o problema da baixa fertilidade masculina. A pesquisa de Sara Martins da Silva investiga a funcionalidade dos espermatozóides, particularmente o canal de cálcio específico do esperma CatSper, e como as escolhas de estilo de vida modernas podem afetar a função do esperma. Ela está trabalhando no desenvolvimento de medicamentos para melhorar a contagem e a função dos espermatozoides, para os quais ganhou financiamento da Fundação Bill & Melinda Gates. Sara ajudou a criar um sistema de alto rendimento para triagem de muitos medicamentos potenciais, uma abordagem que levou à descoberta de dois compostos capazes de melhorar a motilidade dos espermatozoides em testes de laboratório.

## Vida pessoal
Sara Martins da Silva casou-se com o colega médico Mauricio Martins da Silva em 2000. Eles se conheceram enquanto estudavam na Universidade de Edimburgo. Eles têm três filhos.

## Filiação
- Royal College of Obstetricians and Gynecologists, membro e companheiro
- Sociedade Britânica de Fertilidade

## Honras
- 2019: Glasgow Times, Prêmio Escocesa do Ano, finalista[16]
- 2019: BBC, 100 Mulheres 2019[2]

## Obras e publicações selecionadas
- da Silva, S.J.Martins; Bayne, R.A.L; Cambray, N; Hartley, P.S; McNeilly, A.S; Anderson, R.A (fevereiro de 2004). «Expression of activin subunits and receptors in the developing human ovary: activin A promotes germ cell survival and proliferation before primordial follicle formation». Developmental Biology. 266 (2): 334–345. PMID 14738881. doi:10.1016/J.YDBIO.2003.10.030 |hdl-access= requer |hdl= (ajuda)  Wikidata ()
- Martins Da Silva, Sarah Justine. Activin and Neurotrophin Regulation of Human Follicular Development and Bovine Oocyte Maturation (PhD)
- Tardif, Steve; Madamidola, Oladipo A.; Brown, Sean G.; Frame, Lorna; Lefièvre, Linda; Wyatt, Paul G.; Barratt, Christopher L.R.; Martins Da Silva, Sarah J. (10 de outubro de 2014). «Clinically relevant enhancement of human sperm motility using compounds with reported phosphodiesterase inhibitor activity». Human Reproduction. 29 (10): 2123–2135. PMC 4481575. PMID 25124668. doi:10.1093/HUMREP/DEU196  Wikidata ()
- Williams, Hannah L.; Mansell, Steven; Alasmari, Wardah; Brown, Sean G.; Wilson, Stuart M.; Sutton, Keith A.; Miller, Melissa R.; Lishko, Polina V.; Barratt, Christopher L.R. (8 de outubro de 2015). «Specific loss of CatSper function is sufficient to compromise fertilizing capacity of human spermatozoa». Human Reproduction. 30 (12): 2737–46. PMC 4643530. PMID 26453676. doi:10.1093/HUMREP/DEV243  Wikidata ()
- Brown, Sean G.; Publicover, Stephen J.; Mansell, Steven A.; Lishko, Polina V.; Williams, Hannah L.; Ramalingam, Mythili; Wilson, Stuart M.; Barratt, Christopher L.R.; Sutton, Keith A. (junho de 2016). «Depolarization of sperm membrane potential is a common feature of men with subfertility and is associated with low fertilization rate at IVF». Human Reproduction. 31 (6): 1147–1157. PMC 4871192. PMID 27052499. doi:10.1093/HUMREP/DEW056  Wikidata ()
- Martins Da Silva, Sarah J.; Brown, Sean G.; Sutton, Keith; King, Louise V.; Ruso, Halil; Gray, David W.; Wyatt, Paul G.; Kelly, Mark C.; Barratt, Christopher L.R. (maio de 2017). «Drug discovery for male subfertility using high-throughput screening: a new approach to an unsolved problem». Human Reproduction. 32 (5): 974–984. PMC 5850465. PMID 28333338. doi:10.1093/HUMREP/DEX055  Wikidata ()
- Martins Da Silva, Sarah J. (dezembro de 2019). «Male infertility and antioxidants: one small step for man, no giant leap for andrology?». Reproductive BioMedicine Online. 39 (6): 879–883. PMID 31727498. doi:10.1016/J.RBMO.2019.08.008  Wikidata ()
- Pacey, Allan; Martins Da Silva, Sarah (maio de 2020). «Chapter 6 - The Effect of Age on Male Fertility and the Health of Offspring». In:  Aitken; Mortimer; Kovacs. Male and Sperm Factors that Maximize IVF Success. Cambridge, UK and New York: Cambridge University Press. pp. 73–82. ISBN 978-1-108-76257-1. OCLC 1120784106. doi:10.1017/9781108762571.006